# Ceriochernes amazonicus
Ceriochernes amazonicus är en spindeldjursart som beskrevs av Volker Mahnert 1985. Ceriochernes amazonicus ingår i släktet Ceriochernes och familjen blindklokrypare. Inga underarter finns listade i Catalogue of Life.